# Курсько-Харківсько-Севастопольська залізниця
Курсько-Харківсько-Севастопольська залізниця (К-Х-С) — утворена 1 листопада 1894 року внаслідок приєднання до Курсько-Харківсько-Азовської (К-Х-А) залізниці Лозово-Севастопольської та Джанкой-Феодосійської ліній під єдиним управлінням «Управління Курсько-Харківсько-Азовської, Лозово-Севастопольської та Джанкой-Феодосійської залізниць», яке було утворено в Харкові, в районі вокзалу колишньої К-Х-А. 
Скорочена назва — К-Х-С — існувала аж до утворення Південних казенних залізниць до 1 січня 1907 року, шляхом приєднання в одну мережу Харківсько-Миколаївської та Курсько-Харківсько-Севастопольської залізниць.
23 грудня 1869 року відкрито рух на другій лінії Курсько-Харківсько-Азовської залізниці — від Харкова до Ростова (довжиною 538 верст).
1 січня 1894 року Донецька кам'яновугільна залізниця поділена між Катерининською і Курсько-Харківсько-Азовською залізницею.
Нині даний Азовський напрямок на ділянці Лозова — Успенська належить Донецькій залізниці, а ділянка Успенська — Ростов Північно-Кавказькій залізниці.
Приблизно з середини 2014 року, у зв'язку з бойовими діями на Донбасі, рух на деяких ділянках припинено. Станом на кінець 2016 року рух на ділянці Костянтинівка — Горлівка не здійснюється, контактна мережа демонтована, ділянку зруйновано і рух неможливий.

### Станції та перегони

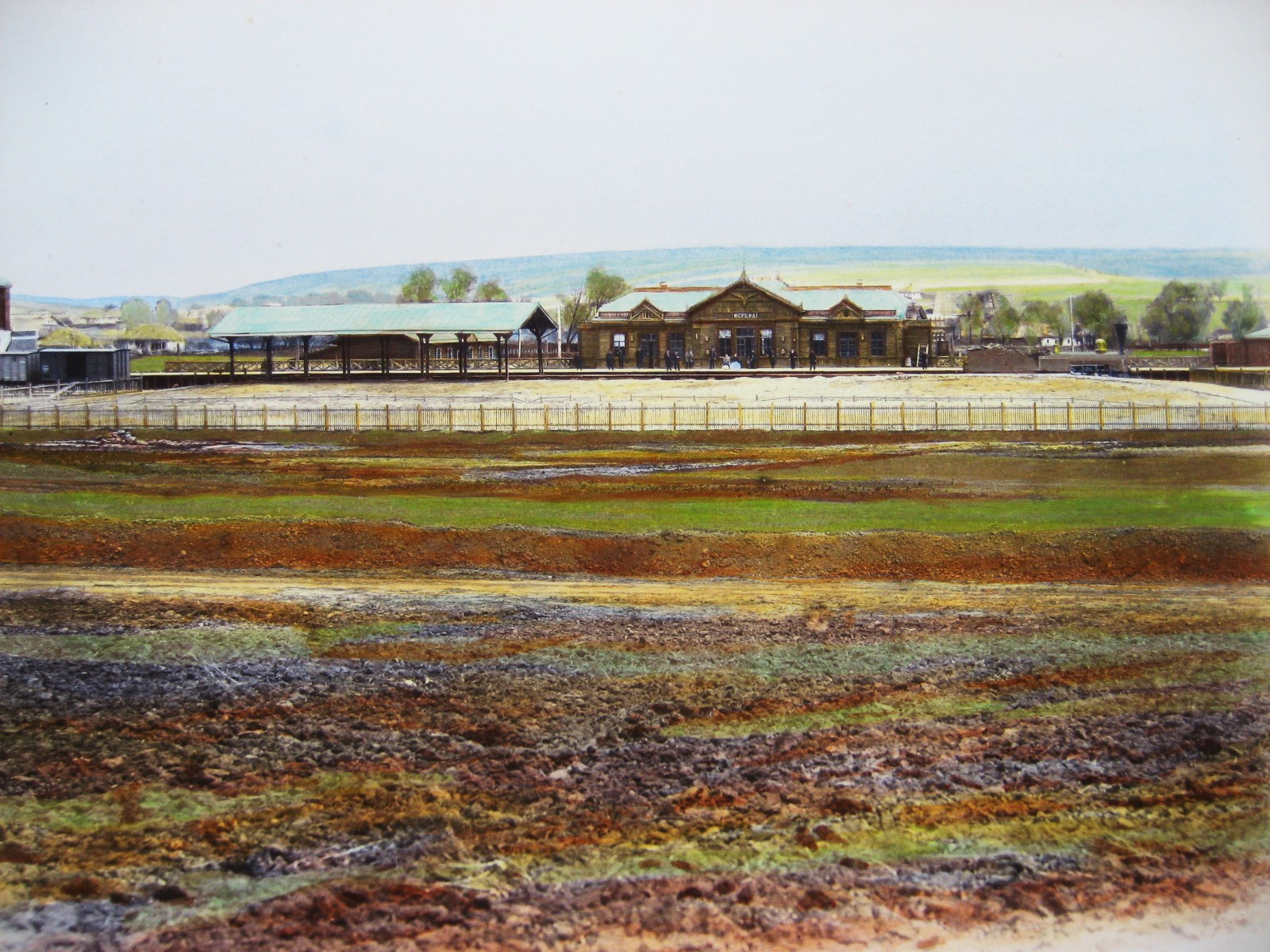
станція Мерефа,
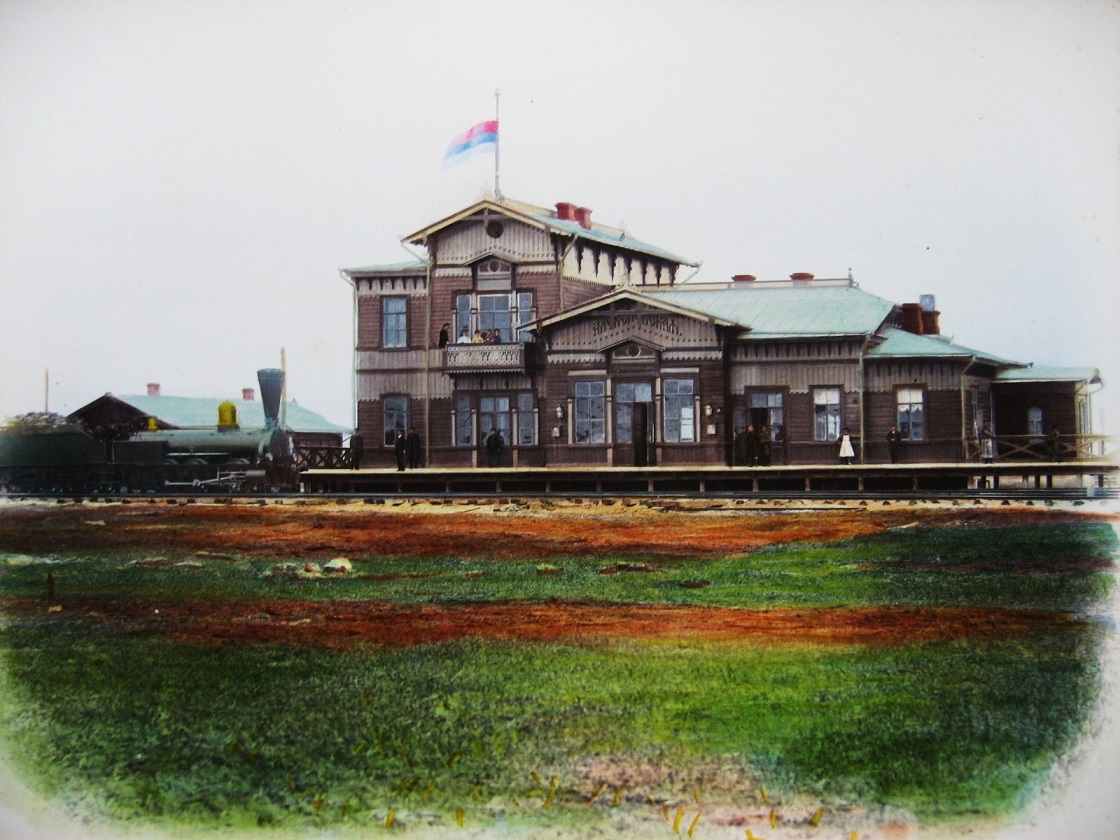
станція Олексіївська
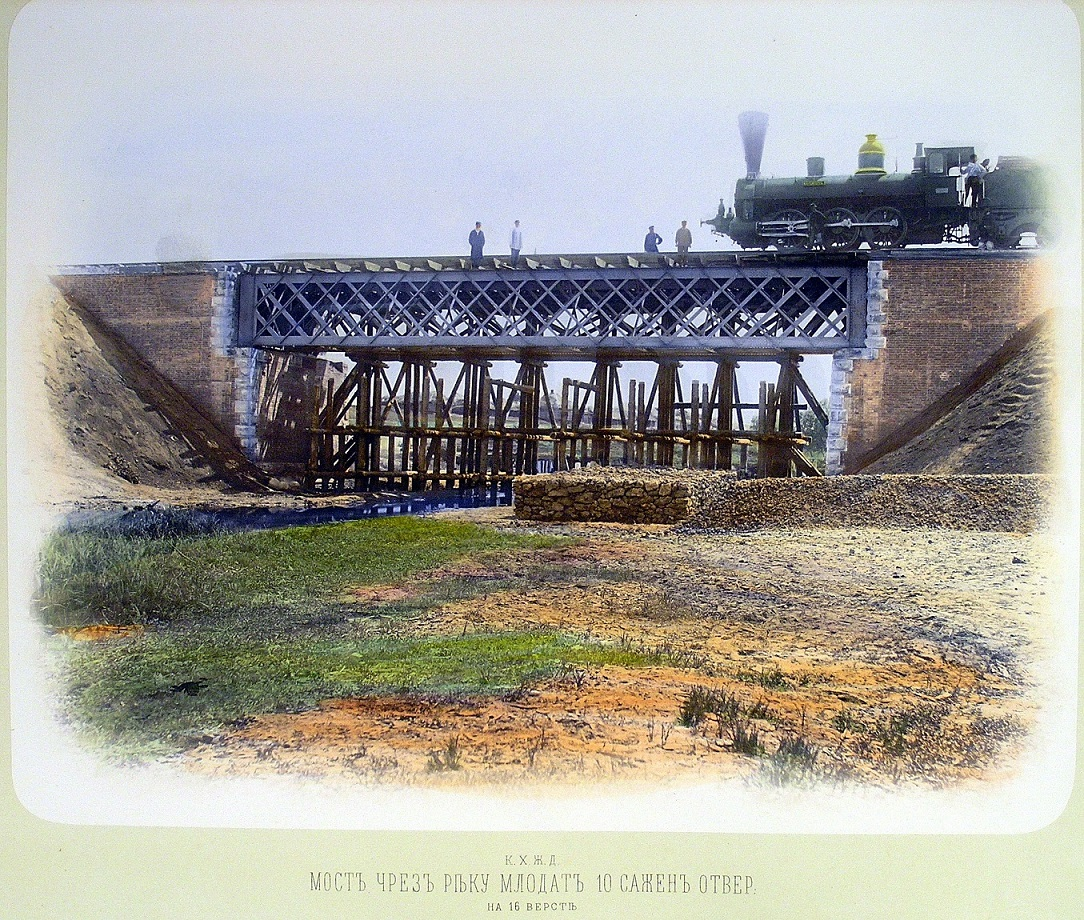
міст через річку Млодать
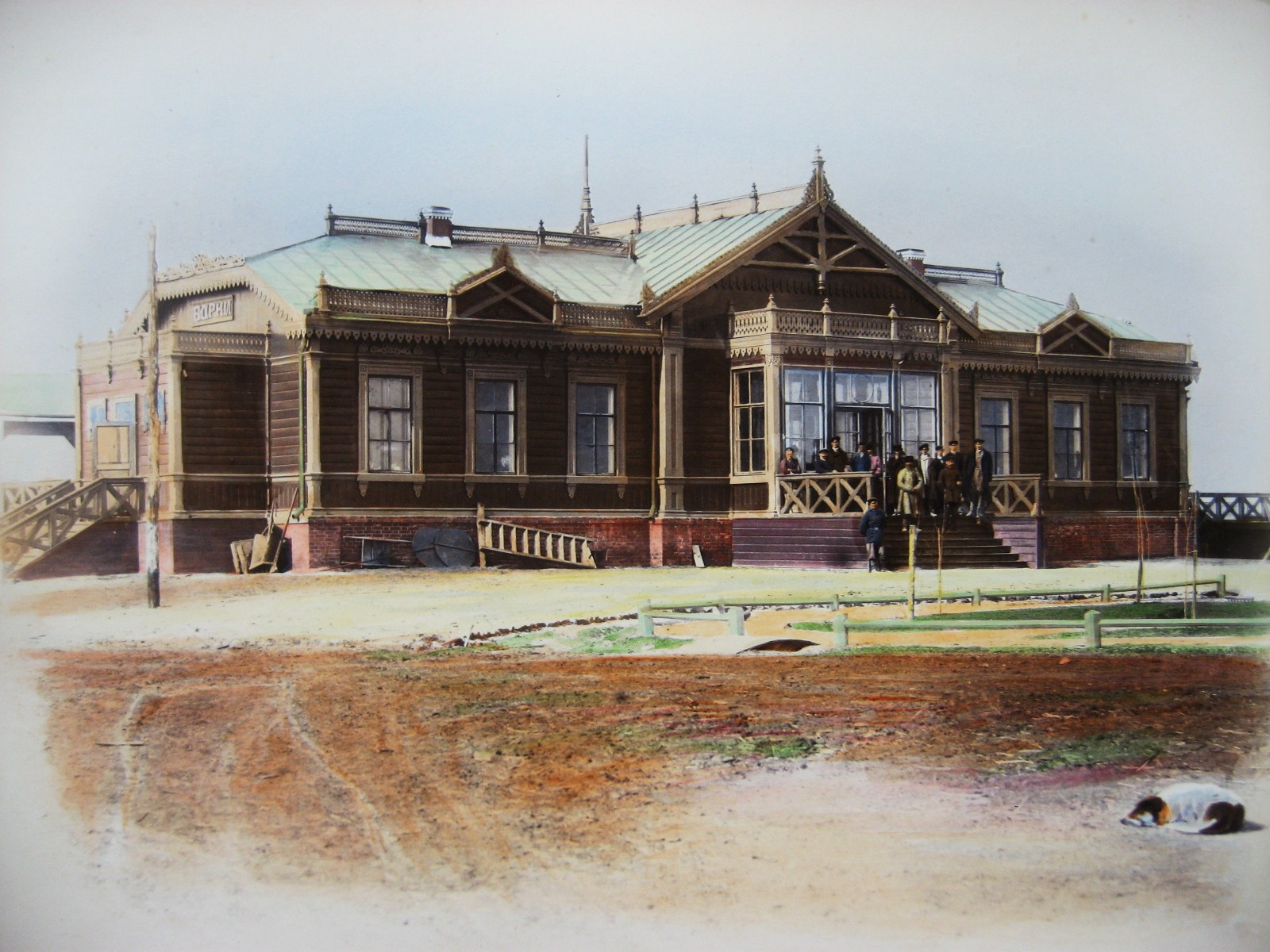
станція Бірки 1880-ті роки
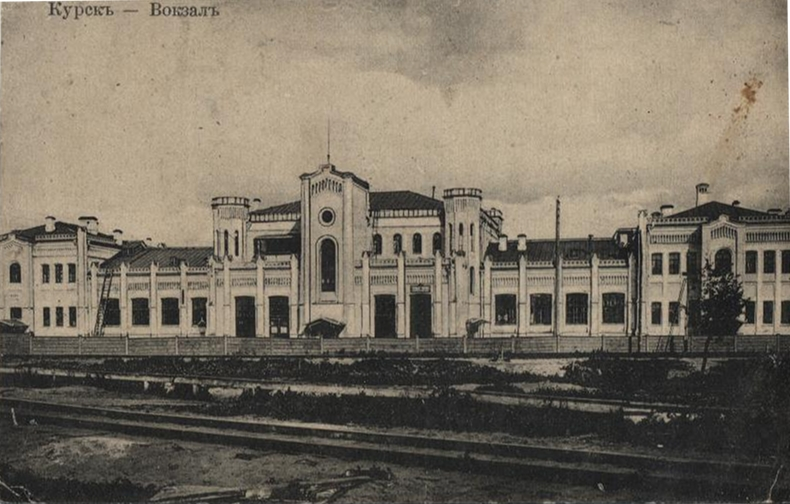
Курський залізничний вокзал
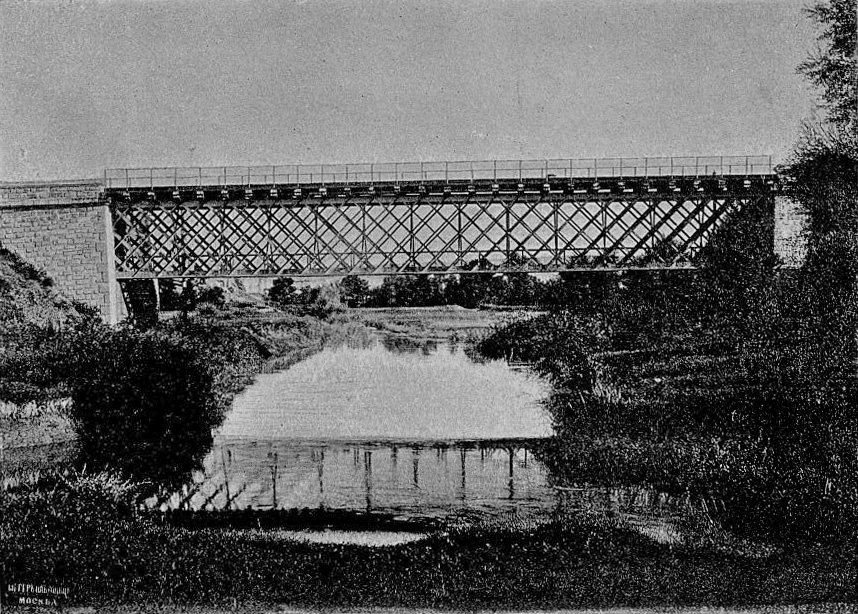
Міст через Чорну річку біля станції Інкерман, 1900 рік